# Paradox Press
Paradox Press est une filiale de la maison d'édition américaine DC Comics créée en 1993 et disparue en 2001. Dirigée par Andrew Helfer et Bronwyn Carlton, elle a notamment publié A History of Violence, l'édition américaine de Gon et les ouvrages critiques de Scott McCloud.